# FBXO6
FBXO6 (англ. F-box protein 6) – білок, який кодується однойменним геном, розташованим у людей на короткому плечі 1-ї хромосоми.  Довжина поліпептидного ланцюга білка становить 293 амінокислот, а молекулярна маса — 33 933.
| 10         |  | 20         |  | 30         |  | 40         |  | 50         |
| ---------- |  | ---------- |  | ---------- |  | ---------- |  | ---------- |
| MDAPHSKAAL |  | DSINELPENI |  | LLELFTHVPA |  | RQLLLNCRLV |  | CSLWRDLIDL |
| MTLWKRKCLR |  | EGFITKDWDQ |  | PVADWKIFYF |  | LRSLHRNLLR |  | NPCAEEDMFA |
| WQIDFNGGDR |  | WKVESLPGAH |  | GTDFPDPKVK |  | KYFVTSYEMC |  | LKSQLVDLVA |
| EGYWEELLDT |  | FRPDIVVKDW |  | FAARADCGCT |  | YQLKVQLASA |  | DYFVLASFEP |
| PPVTIQQWNN |  | ATWTEVSYTF |  | SDYPRGVRYI |  | LFQHGGRDTQ |  | YWAGWYGPRV |
| TNSSIVVSPK |  | MTRNQASSEA |  | QPGQKHGQEE |  | AAQSPYRAVV |  | QIF        |

A: Аланін

C: Цистеїн

D: Аспарагінова кислота

E: Глутамінова кислота

F: Фенілаланін

G: Гліцин

H: Гістидин

I: Ізолейцин

K: Лізин

L: Лейцин

M: Метіонін

N: Аспарагін

P: Пролін

Q: Глутамін

R: Аргінін

S: Серин

T: Треонін

V: Валін

W: Триптофан

Кодований геном білок за функцією належить до фосфопротеїнів. 
Задіяний у таких біологічних процесах як відповідь на порушення конформації білку, пошкодження ДНК, репарація ДНК, убіквітинування білків, поліморфізм. 
Локалізований у цитоплазмі.